# Coconut Creek
Coconut Creek är en stad i Broward County, Florida, USA, belägen 37 miles (59,5 km) norr om Miami; den hade en uppskattad befolkning på 57 348 invånare år 2022. Staden skiljde sig från Pompano Beach på 1960-talet. Den har ett smeknamn, "Butterfly Capital of the World", eftersom det är hem för Butterfly World, världens största fjärilsvoljär, med över 80 arter och 20 000 individuella fjärilar.